# Dollar gap
Dollar gap je ekonomický termín z angličtiny označující situaci, kdy zásoby amerických dolarů nejsou dostačující k uspokojení poptávky zahraničních zákazníků. Slovo gap (v překladu mezera) zde konkrétně označuje kladný rozdíl mezi exportem a importem, tedy aktivní saldo obchodní bilance USA po 2. světové válce, který vedl k rozdílu mezi potřebou dolarů a jejich omezenou nabídkou.

## Historie
Nedostatkem dolarů trpěly zejména evropské státy po 2. světové válce, konkrétně v letech 1944-1960. Důsledkem bylo riziko zpomalení zahraničního obchodu závislého na směnitelnosti evropských měn za dolar.
Tehdy fungující Brettonwoodský měnový systém činil z dolaru klíčovou devizu používanou při mezinárodních transakcích.
Mezi lety 1946 a 1951, Spojené státy americké akumulovaly přebytky obchodní bilance. Výsledkem byl nedostatek dolarů, neboť Evropa potřebovala financovat své dovozy ze Spojených států, přičemž nemohla bilanci vyrovnat svým exportem.
Řešení tohoto nedostatku bylo uskutečněno tvorbou nových dolarů a jejich odtokem mimo území Spojených států za účelem poskytnutí platebních prostředků jiným státům, což byl zároveň jeden z cílů Marshallova plánu. Dále také zavedením institucí zajišťujících zúčtování (Evropská platební unie).
Dlouhodobě byl dollar gap vyřešen americkými deficity platební bilance, obdobím tzv. dollar glut.